# عامل تحفيز مستعمرات الخلايا المحببة
عامل تحفيز مستعمرات الخلايا المحببة أو العامل المنبه لمستعمرات الخلايا المحببة (بالإنجليزية: Granulocyte colony-stimulating factor)‏ ومختصره (G-CSF) وكذلك يسمى عامل تحفيز مستعمرات 3 أو العامل المنبه للمستعمرات 3 (بالإنجليزية: colony stimulating factor 3 ومختصره CSF3)‏ هو بروتين سكري يحفز نخاع العظم لإنتاج الخلايا المحببة والخلايا الجذعية وإطلاقها في مجرى الدم.

## الوظيفة
يقوم عامل تحفيز مستعمرات الخلايا المحببة بدور سيتوكين وهرمون، وهو أحد أنواع عامل تحفيز المستعمرات وتنتجه أنسجة مختلفة، وله دور في حياة وتمايز وتكاثر ووظيفة طلائع الخلايا المتعادلة والخلايا المتعادلة البالغة.

## الاستعمالات
- قلة الخلايا المتعادلة بسبب العلاج الكيمياوي، حيث أن العلاج الكيمياوي مثبط لنخاع العظم.[3]
- يستعمل قبل التبرع بالدم. حيث أنه يزيد من عدد الخلايا الجذعية المكونة للدم قبل فصادة الكريات البيض لغرض زراعة نخاع العظم.[4]
- زراعة الخلايا الجذعية.

## الأعراض الجانبية
من المضاعفات المعروفة لاستعمال عامل تحفيز مستعمرات الخلايا المحببة هو داء سويت أو الجلاد الحوي الحاد بالعدلات.

## في الصيدلة
يتوفر عامل تحفيز مستعمرات الخلايا المحببة على شكل أدوية منها:
- فيلغراستيم
- بيغفيلغراستيم
- لينوغراستيم